# Eagles
Eagles (произн. Иглз, в переводе с англ. — «Орлы») — американская рок-группа, исполняющая мелодичный гитарный кантри-рок и софт-рок. За годы своего существования (1971—1981) пять раз возглавляла американские поп-чарты синглов (Billboard Hot 100) и четырежды — хит-парад альбомов (Billboard Top 200).
Сборник их хитов Their Greatest Hits 1971—1975, выпущенный в 1976 году, был распродан тиражом в 38 млн экземпляров, благодаря чему стал самым продаваемым в США альбомом всех времен, по версии Американской ассоциации звукозаписывающих компаний (RIAA), обойдя альбом Майкла Джексона «Thriller»; эта компиляция группы является наиболее популярным альбомом в США.
В общей сложности в Америке было реализовано 65 млн копий их альбомов, что делает их третьим по популярности в США коллективом всех времён после The Beatles и Led Zeppelin. В 2019 году группа вошла в список самых высокооплачиваемых музыкантов по версии журнала Forbes. Заработанная сумма составила $100 млн, это четвёртое место в рейтинге.

## История
Группа была образована Доном Хенли и Гленном Фраем в Лос-Анджелесе в 1971 году. У истоков коллектива стояла продюсер Линда Ронстадт, а участники были набраны из рок-команд различной музыкальной направленности. По этой причине они органично впитали и переработали множество музыкальных влияний, среди которых не последнее место занимали Боб Дилан и Нил Янг. В первом крупном хите «орлов» — «Witchy Woman» (1972) — преобладали блюзовые мотивы; второй альбом Desperado (1973) отдал дань ковбойским темам, и только с третьим диском On the Border (1974) они смогли вступить в борьбу за самые верхние строчки чартов продаж.
Классический рок с налётом кантри- и фолк-музыки продолжал оставаться в основе фирменного звучания Eagles и при записи их четвёртого альбома One of These Nights (1975). В этот период они стали играть более энергичный, «мускулистый» рок, значительно расширив свою аудиторию. Особенно восхищали поклонников глубокомысленные тексты ключевых композиций, не чуждые символизма. В 1976 году выходит один из самых коммерчески успешных альбомов в истории рок-музыки — Hotel California с одноимённым хитом, который стал визитной карточкой «самой американской из рок-групп» за пределами Штатов.
В конце 1970-х годов Eagles много гастролируют. К моменту выхода их долгожданного шестого альбома The Long Run(1979) между участниками накопились значительные разногласия. С 1980 года они перестают записываться вместе, а в 1982 году Дон Хенли официально объявляет о распаде легендарной команды. На вопросы о возможности воссоединения участников он отвечал кратко: «только когда замёрзнет преисподняя». Однако в 1994 году, к радости поклонников, «орлы» временно воссоединились, чтобы провести гастроли по США и записать новый альбом Hell Freezes Over (буквально — «преисподняя замерзает»), который стал одним из самых продаваемых дисков года и подтвердил, что группа находится в блестящей творческой форме. В 2003 году ветераны рок-музыки выпустили сингл «Hole in the World», посвящённый памяти жертв атак 11 сентября.
Первый за 28 лет студийный альбом Eagles, The Long Road Out of Eden, поступил на прилавки музыкальных магазинов в ноябре 2007 года. Несмотря на то, что альбом состоит из двух дисков и далёк от современных музыкальных тенденций, он дебютировал в Billboard Top 200 на первом месте. Ближайший преследователь — первый за пять лет диск Бритни Спирс — был реализован тиражом, более чем в два раза меньшим.
18 января 2016 года скончался основатель группы Гленн Фрай. Причиной смерти стали осложнения, наступившие из-за пневмонии, острого язвенного колита и ревматоидного артрита. 13 марта того же года группа объявила о распаде.
В июле 2017 года Eagles возобновили свою деятельность, выступив на фестивале «Classic West and Classic East», а также провели тур по США «An Evening With Eagles». Кроме постоянных членов (Хенли, Уолш и Шмит), в коллективе на сессионной основе играли Винс Гилл и Дикон Фрай (сын Гленна Фрая). В октябре 2017 года в ходе специального мероприятия радиостанции Sirius XM команда впервые в своей истории выступила на сцене концертного зала Grand Ole Opry House, откуда обычно транслируется культовая кантри-передача Grand Ole Opry. В 2018 году группа продолжила гастролировать в рамках своего североамериканского турне. Помимо Гилла и Фрая к ней присоединился Уилл Хенли (сын Дона Хенли), который будет выступать с Eagles до поступления в колледж осенью 2018 года.
В 2019 году группа объявила, что впервые полностью исполнит свой альбом 1976 года Hotel California 27 и 28 сентября 2019 года на MGM Grand Garden Arena в Лас-Вегасе, штат Невада, вместе с другим сет-листом, включающим лучшие хиты группы. В состав группы вошли Дон Хенли, Джо Уолш и Тимоти Б. Шмит, Дикон Фрай и Винс Гилл, а также оркестр из 46 человек и 22-голосный хор. После концертов в Лас-Вегасе группа объявила о туре «Hotel California 2020 Tour», который пройдёт в шести городах с 7 февраля по 18 апреля 2020 года.
В июле 2020 года записи туров группы 2018 года были выпущены в качестве концертного телеспектакля на канале ESPN, а соответствующий концертный альбом выйдет в октябре. Это будет первый релиз с новыми участниками группы, Диконом Фреем и Гиллом; первый релиз после смерти Гленна Фрая; и первый концертный релиз без Гленна Фрая.
Eagles названы The New York Times Magazine среди сотен исполнителей, чьи мастер-ленты, как сообщается, были уничтожены во время пожара в Universal Studios Hollywood 2008 года.
В июле 2023 года группа объявила о завершении карьеры и планировании прощального турне под названием «The Long Goodbye».

## Участники
| Текущий состав - Дон Хенли — ведущий и бэк-вокал, ударные, перкуссия, ритм-гитара (1971—1980, 1994 — н. в.) - Джо Уолш — соло и ритм-гитара, клавишные, ведущий и бэк-вокал (1975—1980, 1994 — н. в.) - Тимоти Б. Шмит — бас-гитара, бэк- и ведущий вокал (1977—1980, 1994 — н. в.) - Дикон Фрай — ритм- и соло-гитара, ведущий и бэк-вокал (2017 — н. в.) - Винс Гилл — ритм- и соло-гитара, бэк- и ведущий вокал (2017 — н. в.) Текущие концертные участники - Скотт Ф. Краго — ударные, перкуссия (1994 — н. в.) - Стюарт Смит — ведущая и ритм-гитара, мандолина, бэк-вокал (2001 — н. в.) - Уилл Холлис — клавишные, синтезаторы, бэк-вокал (2001—2015, 2017 — н. в.) - Майкл Томпсон — фортепиано, клавишные, аккордеон, бэк-вокал (2001—2015, 2017 — н. в.) | Бывшие участники - Гленн Фрай — ведущий и бэк-вокал, ритм и соло-гитара, клавишные (1971—1980, 1994—2016; умер в 2016) - Берни Лидон — соло и ритм-гитара, банджо, мандолина, педал-стил-гитара, бэк и ведущий вокал (1971—1975; тур 2013—2015) - Рэнди Майснер — бас-гитара, бэк и ведущий вокал, ритм-гитара, гитаррон (1971—1977; одноразовое выступление 1998; умер в 2023) - Дон Фелдер — соло и ритм-гитара, банджо, мандолина, педал-стил-гитара, орган, бэк и ведущий вокал (1974—1980, 1994—2001) Бывшие концертные музыканты - Джо Витале — ударные, перкуссия, клавишные, бэк-вокал (1977—1980) - Джон Кори — фортепиано, бэк-вокал, перкуссия, дополнительные гитары (1994, 2017—2018) - Тимоти Друри — клавишные, вокал, дополнительные гитары (1994—1999) - Эл Гарт — саксофон, скрипка, ударные (1994—2012) - Билл Армстронг — труба (2005—2010; его смерть) - Крис Мостерт — тенор-саксофон, альт-саксофон (2005—2010) - Грег Смит — баритон-саксофон (2005—2010) - Лес Ловитт — труба (2010) - Ричард Дэвис — клавишные, бэк-вокал (2007—2015) - Уилл Хенли — ритм-гитара (2018) |

## Дискография

### Студийные альбомы
- Eagles (1972)
- Desperado (1973)
- On the Border (1974)
- One of These Nights (1975)
- Hotel California (1976)
- The Long Run (1979)
- The Long Road Out of Eden (2007)

### Концертные альбомы
- Eagles Live (1980)
- Hell Freezes Over (1994)
- Live from the Forum MMXVIII (2020)

### Сборники
- Their Greatest Hits (1976)
- Greatest Hits Vol. Two (1982)
- Selected Works 1972—1999 (2000)